# 10 Szpital Okręgowy

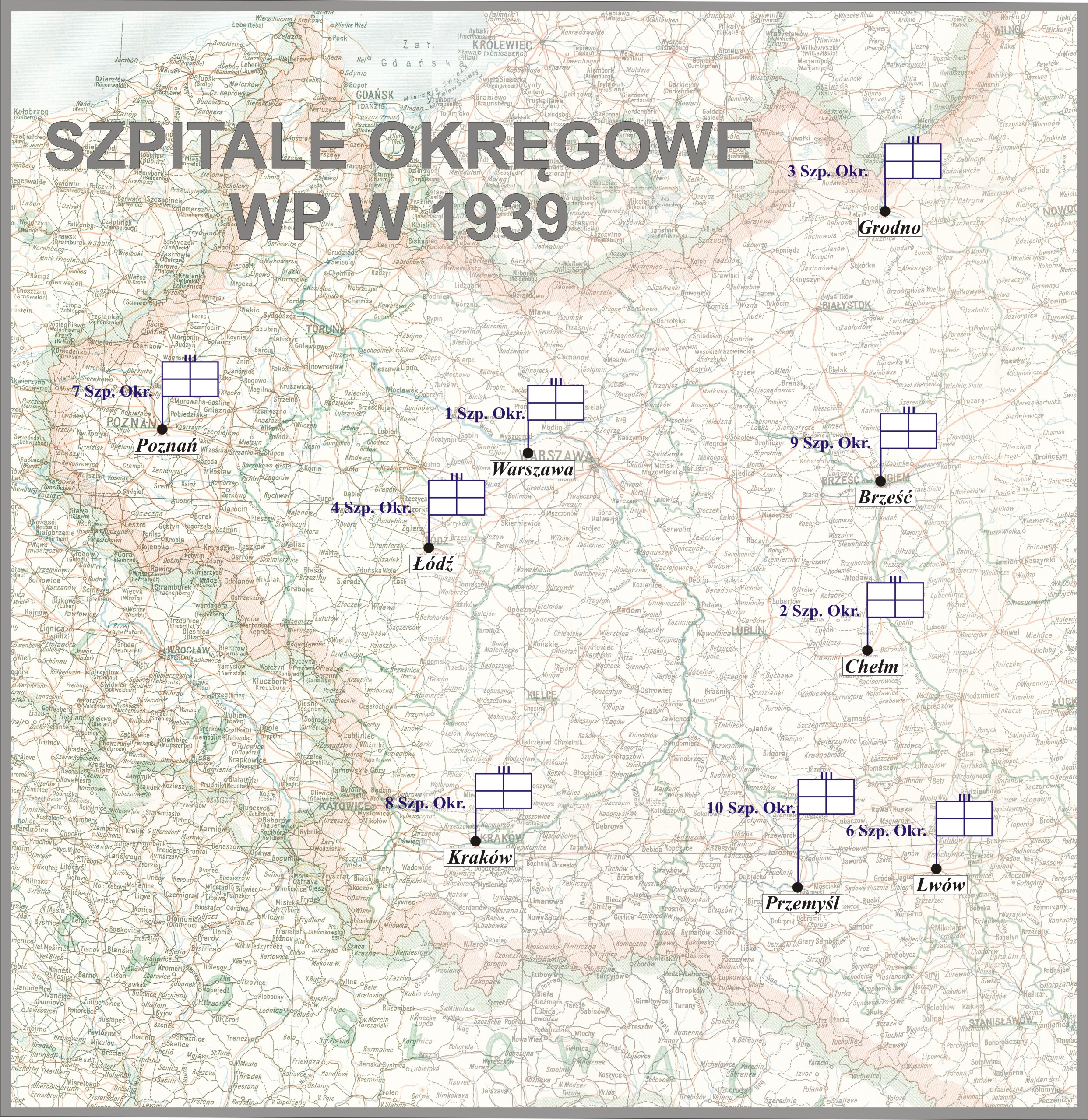
Szpitale Okręgowe WP w 1939

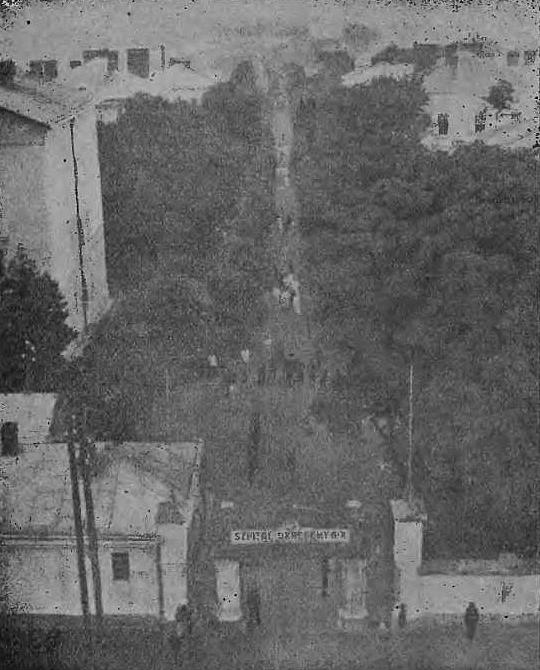
Budynek szpitala

10 Szpital Okręgowy – jednostka organizacyjna służby zdrowia Wojska Polskiego II Rzeczypospolitej.
Zadaniem 10 Szpitala Okręgowego w Przemyślu było leczenie wojskowych i osób uprawnionych do leczenia wojskowego Okręgu Korpusu nr X. Szpital dysponował ambulatorium dentystycznym, chirurgicznym, okulistycznym, laryngologicznym oraz przychodnią ogólną dla chorych. Komendant szpitala posiadał uprawnienia dowódcy pułku.
Z dniem 1 października 1928 roku szpital został zredukowany o 100 łóżek, w drodze likwidacji jego filii w Lipowicy.
Z dniem 1 lipca 1931 roku Minister Spraw Wojskowych wcielił kadrę 10 batalionu sanitarnego, bez zmiany nazwy i zadań, do Szpitala Okręgowego Nr X w Przemyślu. Jednocześnie zwiększył skład osobowy szpitala o skład osobowy kadry.

## Struktura organizacyjna
Organizacja szpitala w 1923:
- komendant, kancelaria i komisja gospodarcza,
- oficer administracji budynków i magazynów,
- oddziały chorych i pracowni klinicznych: chorób wewnętrznych, zakaźny, chirurgiczny, ginekologiczny, dermatologiczny, oddział neurologiczny, okulistyczny i laryngologiczny;
- pracownia bakteriologiczna
- pracownia rentgenowska,
- prosektorium,
- ambulatorium dentystyczne,
- apteka okręgowa,
- trzy plutony obsługi sanitarnej

Szpital posiadał 600 łóżek.

## Kadra szpitala
Komendanci szpitala
- płk lek. Józef Topolnicki (1923[1][6] – 1924 → komendant Szpitala Okręgowego Nr II[7])
- płk lek. Mieczysław I Staszewski[a] (1924[9])
- ppłk lek. Ludwik Sojka (od XI 1927[10])
- ppłk lek. Karol Zamojski (X 1931[11] – XII 1932  → szef sanitarny DOK X[12])
- płk lek. dr Franciszek Bałaszeskul (XII 1932[12] – VI 1934 → szef sanitarny DOK X)
- ppłk lek. dr Jan Pióro (VI 1934[13] – 1938 → szef sanitarny DOK X)
- ppłk lek. dr Stanisław I Orłowski (1938 – 1939)

### Obsada personalna i struktura w marcu 1939 roku
Ostatnia „pokojowa” obsada personalna szpitala

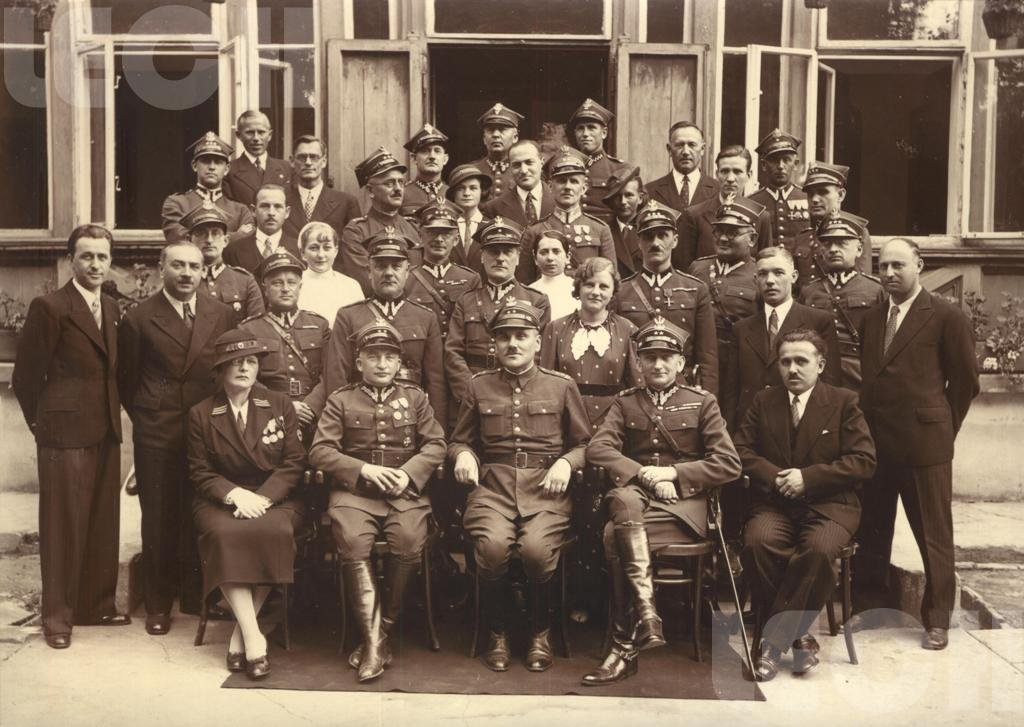
Kadra Szpital w 1938, arch. rodz. Dr Cz. Gawlikowski

- komendant szpitala – ppłk lek. dr Stanisław I Orłowski

- pomocnik komendanta szpitala – ppłk lek. dr Władysław Twaróg[c]
- rezerwa personalna szpitala – mjr lek. dr Jan Boroń †1940 Charków
- rezerwa personalna szpitala – kpt. pdsc dr Czesław Gawlikowski
- starszy ordynator oddziału chirurgicznego – mjr dr Adolf II Wasilewski
- starszy ordynator oddziału wewnętrznego – mjr lek. dr Stanisław Wojtkowicz-Pawłowicz
- ordynator oddziału – kpt. lek. dr Maciej Łaniewski †1940 Charków
- starszy ordynator oddziału uszno-gardłowego – ppłk dr Stanisław Albert Brończyk
- ordynator oddziału skórno-wenerycznego – kpt. dr Tadeusz Adam Pasieczny
- starszy ordynator oddziału psychiatrycznego – mjr lek. dr Józef III Pająk → komendant szpitala polowego nr 503 dla 23 DP
- kierownik pracowni rentgenowskiej – mjr lek. dr Józef Borecki → szef służby zdrowia 3 Brygady Górskiej
- kierownik pracowni bakteriologicznej – mjr dr Teodat Sieniuszkiewicz-Ilnicki
- kierownik apteki – por. mgr Tadeusz Stefan Nowakowski
- praktyka szpitalna – por. mgr Bogusław Dybiec †1940 Katyń
- pomocnik komendanta ds. gospodarczych – kpt. Józef Profic
- oficer gospodarczy – kpt. int. Zenon Piasecki
- dowódca plutonu gospodarczego – chor. Stanisław Bronisław Gąsiorowski
- kapelan – kpl. ks. Apoloniusz Stanisław Gliński

Kadra zapasowa 10 Szpitala Okręgowego
- komendant kadry – ppłk lek. dr Władysław Twaróg
- lekarz kadry – kpt. lek. Piotr Gościło
- oficer mobilizacyjny – kpt. san. Michał Marian Pokora †1940 ULK
- oficer ewidencji personalnej – por. san. Tadeusz Chriń †1940 ULK
- oficer materiałowy – por. mgr Tadeusz Michał Krzyżanowski
- zastępca oficera materiałowego – por. piech. Wacław Kamieński
- dowódca kompanii szkolnej – kpt. san. Edward Kielar †1940 ULK
- dowódca I plutonu kompanii szkolnej – por. san. Jan Ryszard Urbański †1940 ULK

### Żołnierze Szpitala – ofiary zbrodni katyńskiej
Biogramy zamordowanych znajdują się na stronie internetowej Muzeum Katyńskiego
| Nazwisko i imię       | stopień                      | zawód                   | miejsce pracy przed mobilizacją          | zamordowany |
| --------------------- | ---------------------------- | ----------------------- | ---------------------------------------- | ----------- |
| Chmielnicki Henryk    | ppor. rez.                   | dr nauk medycznych      | Ubezpieczalnia Społeczna w Warszawie     | Katyń       |
| Czarski Benedykt      | kapitan rez.                 | lekarz ginekolog        | ubezpieczalnia Sosnowiec                 | Katyń       |
| Dankiewicz Jan        | kapitan rez.                 | dr nauk medycznych      | Uzdrowisko Rymanów-Zdrój                 | Katyń       |
| Dresdner Robert       | ppor. rez.                   | dr nauk medycznych      |                                          | Katyń       |
| Dunaj Juliusz         | kapitan rez.                 | lekarz                  |                                          | Katyń       |
| Geneja Kazimierz      | ppor. posp. ruszenia         | lekarz                  | radny gminy Radomyśl                     | Katyń       |
| Lewicki Wiktor        | ppor. lek.                   | oficer służby stałej    |                                          | Katyń       |
| Michna Władysław      | por. adm. st. sp.            | oficer stanu spoczynku  |                                          | Katyń       |
| Rebhun Izaak          | por. rez.                    | lekarz                  |                                          | Katyń       |
| Rubisch Józef         | ppor. rez.                   | lekarz dentysta         |                                          | Katyń       |
| Sandauer Aleksander   | ppor. rez.                   | farmaceuta, mgr         | wł. apteki w Krynicy Zdroju              | Katyń       |
| Singer Ludwik         | ppor. posp. rusz.            | lekarz                  |                                          | Katyń       |
| Stachyra Adolf        | ppor. rez.                   | lekarz                  | praktyka w Zakliczynie                   | Katyń       |
| Sylbersztajn Karol    | ppor. rez.                   | lekarz                  | praktyka w Kielcach                      | Katyń       |
| Szymański Ludwik      | ppor. rez.                   | lekarz                  | praktyka w Rajczy                        | Katyń       |
| Weinbach Salomon      | ppor. rez.                   | lekarz                  | praktyka w Stryju                        | Katyń       |
| Wyszyński Juliusz     | ppor. rez.                   | urzędnik                | Bank Gosp. Kraj. w Wilnie                | Katyń       |
| Bokser Edward         | por. rez.                    | dr nauk medycznych      | praktyka w Iwoniczu                      | Charków     |
| Bursztyn Jakub        | por. rez.                    | lekarz, doktor medycyny | ginekolog w Warszawie                    | Charków     |
| Goebel Franciszek     | kapitan rez.                 | dr nauk medycznych      | docent Uniwersytetu Warszawskiego (e)    | Charków     |
| Heller Adam Abram     | kapitan rez.                 | dr nauk medycznych      |                                          | Charków     |
| Kiełczewski Kazimierz | kapitan rez.                 | dr nauk medycznych      | Szpital Powiatowy w Sierpcu              | Charków     |
| Kofler Joachim        | por. rez.                    | farmaceuta, mgr         | pracował w Stryju                        | Charków     |
| Krumholz Nachum       | ppor. rez.                   | dr nauk medycznych      |                                          | Charków     |
| Malinowski Edmund     | kapitan rez.                 | lekarz                  | praktyka w Katowicach                    | Charków     |
| Mamelok Adolf Karol   | ppor. rez.                   | lekarz                  |                                          | Charków     |
| Matyszczak Marian     | por. rez.                    | lekarz                  | praktyka w Ostrowcu Św.                  | Charków     |
| Metyński Ignacy       | ppor. rez.                   | dr nauk medycznych      |                                          | Charków     |
| Rabski Kazimierz      | kapitan rez.                 | dr nauk medycznych      | praktyka w Poznaniu                      | Charków     |
| Składzień Aleksander  | ppor. rez.                   | lekarz                  | Ubezpieczalnia Społeczna w Krzeszowicach | Charków     |
| Spitz Józef           | ppor. rez.                   | farmaceuta, mgr         |                                          | Charków     |
| Szaferman Juda        | ppor. rez.                   | lekarz                  | praktyka w Warszawie                     | Charków     |
| Wöllersdorfer Adolf   | ppłk w st. sp.               | dr nauk medycznych      | lekarz gminny w Mostach                  | Charków     |
| Podwin Witold         | ppor. san. rez. (były plek.) | komornik sądowy         | Sąd Grodzki w Gródku Jagiellońskim       | ULK         |